# Коламбайн (Колорадо)
Коламбайн (англ. Columbine) — переписна місцевість (CDP) в США, в округах Арапаго і Джефферсон штату Колорадо. Населення — 25 229 осіб (2020).

## Географія
Коламбайн розташований за координатами 39°35′19″ пн. ш. 105°4′9″ зх. д. / 39.58861° пн. ш. 105.06917° зх. д. (39.588586, -105.069180).  За даними Бюро перепису населення США в 2010 році переписна місцевість мала площу 17,55 км², з яких 17,22 км² — суходіл та 0,33 км² — водойми.

## Демографія
Згідно з переписом 2010 року, у переписній місцевості мешкало 24 280 осіб у 9411 домогосподарстві у складі 7069 родин. Густота населення становила 1383 особи/км².  Було 9668 помешкань (551/км²).
Расовий склад населення:
| - 92,5 % — білих - 2,0 % — азіатів - 0,6 % — корінних американців - 0,6 % — чорних або афроамериканців - 0,1 % — вихідців з тихоокеанських островів - 1,9 % — осіб інших рас |

До двох чи більше рас належало 2,3 %. Частка іспаномовних становила 8,5 % від усіх жителів.
За віковим діапазоном населення розподілялося таким чином: 22,6 % — особи молодші 18 років, 61,8 % — особи у віці 18—64 років, 15,6 % — особи у віці 65 років та старші. Медіана віку мешканця становила 43,8 року. На 100 осіб жіночої статі у переписній місцевості припадало 96,7 чоловіків;  на 100 жінок у віці від 18 років та старших — 94,1 чоловіків також старших 18 років.
Середній дохід на одне домашнє господарство  становив 103 366 доларів США (медіана — 83 710), а середній дохід на одну сім'ю — 113 486 доларів (медіана — 98 162). Медіана доходів становила 72 924 долари для чоловіків та 50 400 доларів для жінок. За межею бідності перебувало 5,0 % осіб, у тому числі 8,2 % дітей у віці до 18 років та 2,9 % осіб у віці 65 років та старших.
Цивільне працевлаштоване населення становило 12 936 осіб. Основні галузі зайнятості: освіта, охорона здоров'я та соціальна допомога — 20,1 %, науковці, спеціалісти, менеджери — 14,0 %, роздрібна торгівля — 11,0 %, будівництво — 8,7 %.